# مارسيلو توريشيو
مارسيلو توريشيو (بالإسبانية: Marcelo Torrico)‏ (مواليد 11 يناير 1972) هو لاعب كرة قدم. يلعب مع منتخب بوليفيا لكرة القدم. سبق له أن لعب في كأس العالم لكرة القدم مع منتخب بلاده.

## روابط خارجية
- مارسيلو توريشيو على موقع قاعدة بيانات كرة القدم.إي يو (الإنجليزية)
- مارسيلو توريشيو على موقع ناشيونال فوتبول تيمز (الإنجليزية)
- مارسيلو توريشيو على موقع عالم كرة القدم.نت (الإنجليزية)